# Colapso del rascacielos de Bangkok en 2025
El colapso del rascacielos de la Oficina Estatal de Auditoría de Tailandia ocurrió el 28 de marzo de 2025 en Bangkok, Tailandia, tras un terremoto de 7,7 en Myanmar. El resultado de este fue 89 muertes confirmadas, 9 heridos y 7 personas desaparecidas hasta la fecha. Se sabe que el edificio estaba en construcción final para el momento del colapso.

## Antecedentes

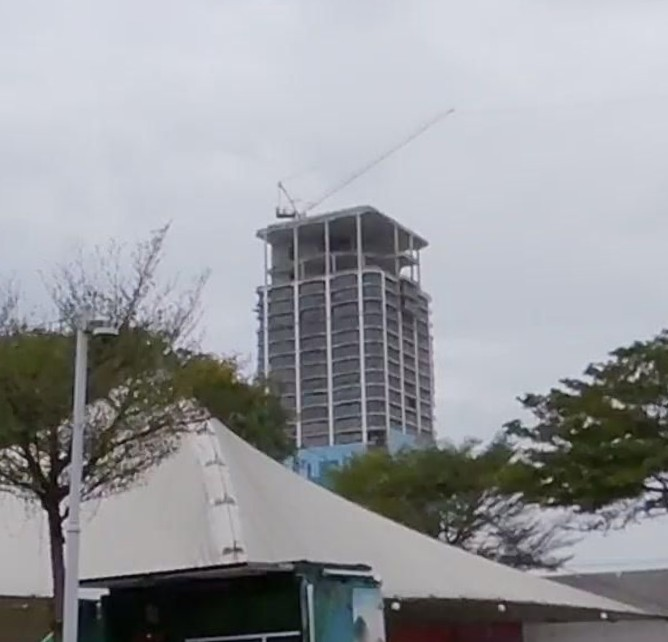
El edificio meses antes del derrumbe.

El rascacielos, ubicado en el Kamphaeng Phet Road, junto a la terminal central Krung Thep Aphiwat y cerca del mercado de fin de semana de Chatuchak en Bangkok, tenía un total de 33 pisos antes del colapso.
La construcción del rascacielos comenzó en 2020 y el edificio se completó el 13 de abril de 2024, según informó el Grupo de Ingeniería de China Railway No. 10. Los contratistas del proyecto fueron la empresa conjunta de Desarrollo Italiano-Tailandés y la Corporación de Ingeniería Ferroviaria de China.
En el momento del colapso, se encontraban en proceso de instalación tanto la fachada de cristal como las instalaciones interiores. La estructura fue construida con el propósito de albergar las dependencias de la Oficina Estatal de Auditoría de Tailandia.
En el momento del terremoto, se estaban construyendo la fachada de vidrio y las instalaciones internas. El presupuesto de construcción fue de 2.136 millones de baht (63 millones de dólares estadounidenses).

## Colapso

Momento del colapso estructural del edificio

El 28 de marzo de 2025, a las 12:50:52 MMT (06:20:52 UTC), un terremoto de magnitud 7,7 sacudió la región de Sagaing, en Myanmar (Birmania), con epicentro cerca de Mandalay, la segunda ciudad más grande del país.
El sismo de deslizamiento alcanzó una intensidad máxima de Mercalli Modificada de IX ( Violento ). A pesar de que Bangkok se encontraba a más de 1.000 kilómetros del epicentro, se sintieron fuertes temblores en la ciudad debido a la naturaleza supercizallante de la ruptura sísmica y a que el suelo blando de Bangkok amplificó la energía liberada por el terremoto, lo que provocó el colapso.
El ministro de Defensa tailandés, Phumtham Wechayachai, declaró que «al menos tres personas murieron en el derrumbe del edificio y 90 estaban desaparecidas».

## Rescate y fallecidos

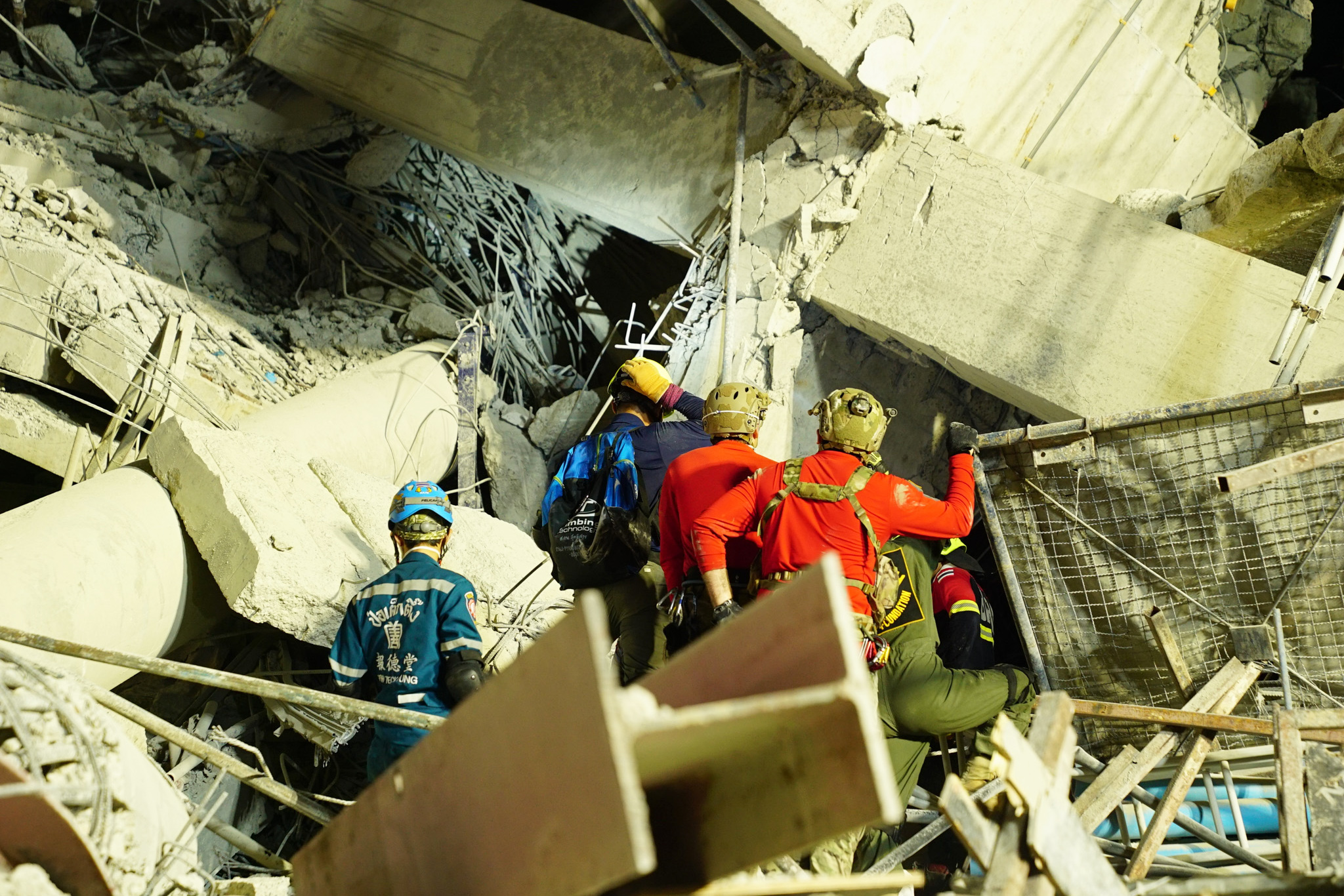
Personal militar del Comando Indo-Pacífico de EE. UU junto a militares tailandeses y personal de primera respuesta rescatando gente del edificio de la Oficina de Auditoría Estatal derrumbado en Bangkok

Tras el terremoto, la primera ministra tailandesa, Paetongtarn Shinawatra, visitó el lugar del derrumbe la tarde del 28 de marzo y ordenó la formación de un comité de expertos para investigar el derrumbe en el plazo de una semana. El 2 de abril, visitó el lugar de nuevo y se reunió con los familiares de las víctimas del derrumbe.
El 4 de abril, el gobernador de Bangkok, Chadchart Sittipunt , se disculpó por los retrasos en las labores de rescate.
Al menos ocho personas murieron y 68 fueron trasladadas a hospitales cercanos, mientras que se informó que otras 15 atrapadas bajo los escombros podrían seguir vivas. Los equipos de rescate trajeron excavadoras para comenzar a revisar el área en busca de sobrevivientes. Las excavadoras removían el suelo acumulado mientras se desplegaba una grúa para retirar los escombros más grandes.
Se llevaron a cabo operaciones de búsqueda y rescate en el lugar. Se reportaron mas personas bajo los escombros.
El 19 de abril de 2025, el coronel de policía Tawee Sodsong anunció la detención de un ciudadano chino, representante de la línea 10 de China Railway, mientras que se emitieron órdenes de arresto contra tres accionistas de una compañía tailandesa por el derrumbe. El 15 de mayo, se emitieron órdenes de arresto contra 17 personas por el derrumbe, entre ellas el expresidente de Desarrollo Ítalo-Tailandés, Premchai Karnasuta, quien se entregó junto con otros 14 sospechosos en Bangkok. Karnasuta negó los cargos.

## Investigaciones
Las autoridades locales comenzaron a investigar «la calidad de la construcción, los materiales empleados y el cumplimiento adecuado de los códigos de construcción en cuanto a resiliencia sísmica».